# 工作集
工作集（英語：Working set）是一个计算机科学术语，定义为在一个特定的时间段内一个进程所需要的内存。

## 定义
美國計算機科學家彼得·J·丹寧将一个进程在时间t的工作集{\displaystyle W(t,\tau )}定义为在时间段{\displaystyle (t-\tau ,t)}内进程所使用的信息的集合。
一般来说信息的单位是页。
这通常被作为一个进程在未来（比如下一个{\displaystyle \tau }时间内）会访问的页的集合的估计，也被认作是为了能使进程在执行期间完成尽可能多的工作所需要保留在主存储器内的页的集合。